# ミッサネッロ
ミッサネッロ（イタリア語: Missanello）は、イタリア共和国バジリカータ州ポテンツァ県にある、人口約600人の基礎自治体（コムーネ）。

## 地理

### 位置・広がり

#### 隣接コムーネ
隣接するコムーネは以下の通り。括弧内のMTはマテーラ県所属を示す。
- アリアーノ (MT)
- ガッリッキオ
- ゴルゴリオーネ (MT)
- グアルディア・ペルティカーラ
- ロッカノーヴァ